# NGC 5104
NGC 5104 este o hi (21cm) source⁠(d) situată în constelația Fecioara. A fost descoperită în 12 aprilie 1864 de către Albert Marth. Se află la o distanță de 75,86 de megaparseci de Pământ.